# لا روش-آن-آردن
شهر لا رُش-آن-آردِن (به فرانسوی: La Roche-en-Ardenne) در شهرستان مرش‌آن‌فمن در استان لوکزامبورگ در منطقه فدرال والوون در کشور بلژیک واقع شده‌است.